# Харківський коксовий завод
ПрАТ «Ха́рківський ко́ксовий заво́д» — підприємство металургійної промисловості, що розташоване в Харкові. Відноситься за видами виробничої діяльності до підприємств чорної металургії, підгалузь — коксохімія.
Завод був створений у 1932 році як дослідна база для проєктного інституту «ДІПРОКОКС», що провадив відпрацьовування конструкцій коксових батарей, і Науково-дослідного вуглехімічного інституту, який розробляв і доопрацював технології коксування.
До складу підприємства входять 2 основних цехи: вуглепідготовчий та коксовий. Їхня робота забезпечує випуск товарної продукції. Крім того, у складі заводу є допоміжні підрозділи, що забезпечують виробничу діяльність підприємства: центральна заводська лабораторія, енергетичний цех, ремонтні цехи, залізничний цех тощо.
Коксовий цех ХКЗ має коксові нестандартні батареї, загальна потужність яких які після модернізації у 2006 році становить 225 тис. т коксу на рік.
Основна продукція заводу: ливарний кокс, доменний кокс, коксовий горішок, коксовий дрібняк, кам'яновугільна смола, коксові брикети. Продукція використовується як паливо при виробництві чавуну в доменних печах, для вагранок ливарних виробництв на машинобудівних заводах, як добавки при агломерації залізної руди, як паливо в цукровій промисловості.
Хімічне виробництво на підприємстві ліквідовано в 2004 р.

## Об'єми виробництва
Кокс валовий:
- 2012—150 тис. т
- 2013—134 тис. т
- 2014—136 тис. т
- 2015—111 тис. т
- 2016—144 тис. т
- 2017—118 тис. т
- 2018 — 63 тис. т

## Сьогодення

### 2020
Протягом 2020 року в Харкові відбувалися мітинги щодо діяльности заводу (31 серпня, 24 вересня, 26 вересня).
27 серпня 2020 року була зареєстрована петиція до президента України Володимира Зеленського № 104478 з вимогою прийняти невідкладні дії щодо обмеження або припинення діяльності коксохімічного заводу. Петиція зібрала необхідні 25 тисяч підписів, та отримала відповідь від президента 5 грудня 2020 року.
У вересні Державна екологічна інспекція обрахувала біля 3,7 млн гривень шкоди від діяльності ТОВ "Харківський коксовий завод «НОВОМЕТ», яке не має дозволу на шкідливі викиди.